# 豊中市伊丹市クリーンランド
豊中市伊丹市クリーンランド（とよなかしいたみしクリーンランド）は、日本の大阪府豊中市と兵庫県伊丹市が共同で設置・運営している清掃工場。管理者は両市合同の一部事務組合である豊中市伊丹市クリーンランド。

## 沿革
豊中市と伊丹市は1961年（昭和36年）3月20日に府県境を越える異例の形でごみの焼却作業を行う一部事務組合を設立し、この枠組みが現在も維持されている。
1962年（昭和37年）にごみ焼却場、1964年（昭和39年）にし尿処理施設（1991年廃止）が完成し、1972年（昭和47年）から1975年（昭和50年）にかけて焼却炉を更新しごみ焼却場の処理能力を強化した。1992年（平成4年）、粗大ごみ処理施設を新設しそれまで両市が単独で実施していた粗大ごみ・不燃ごみの処理事業を事務組合に統合する。
1997年（平成9年）、ごみ焼却で発生する余熱の有効利用策としてウォータースライダーを併設した温水プールやフィットネスクラブを備えたクリーンスポーツランドが開業したが、処理施設の設備更新・拡充のため2013年（平成25年）4月より休業したが、再開されることはなく2016年（平成28年）3月31日を以て廃止された。
2016年（平成28年）に「森の中の再生工場」をコンセプトとする新型焼却処理施設が従来の粗大ごみ処理施設跡地に完成した。

## 処理能力
以下の施設は日立造船製。
焼却炉
1〜3号炉：225トン/日×3、4号炉：195トン/日×1 合計870トン/日
粗大ごみ処理施設
135トン/5時間（648トン/日）
リサイクルプラザ
134トン/日（不燃ごみ類系統53トン/日、資源物系統81トン/日）

### 最終処分場
- 大阪湾広域臨海環境整備センター（フェニックス）

## 所在地
- 大阪府豊中市原田西町二丁目1番地（代表） 郵便番号561-0806
- 兵庫県伊丹市岩屋二丁目4番地12号 郵便番号664-0843

※一部の施設は伊丹市岩屋に囲まれた豊中市原田西町の飛地となっている。

### 交通アクセス
- 豊中市側から行く場合
  - 北大阪急行緑地公園駅または、阪急曽根駅より阪急バス95系統（豊中東西線）に乗り、クリーンランド停留所で下車。

- 伊丹市側から行く場合
  - 阪急伊丹駅または、JR伊丹駅より伊丹市バス20 - 23系統（岩屋循環線）に乗り、クリーンランド停留所で下車。
  - JR伊丹駅東口より阪急バス95系統（豊中東西線）に乗り、クリーンランド停留所で下車。